# 알라푸아 FC
알라푸아 FC는 사모아의 축구 클럽이다. 과거 사모아 내셔널 리그에 참가했었다.

## 역사
알라푸아 FC가 참가했다고 기록되어 있는 가장 첫 대회는 1982 시즌이다. 이 해에 그들은 우승을 차지했다. 이어진 1983 시즌에는 기록이 남아있지 않아 참가 여부는 알기 힘들지만, 1984 시즌에 전체 12개 팀 중 10위를 기록하여, 승강 플레이오프에 진출하였다. 강등되는 것처럼 보이지는 않았지만, 다음 시즌인 1985 시즌부터는 더 이상 알라푸아의 참가 기록이 없어 알 수 없다.

## 기록
- 사모아 내셔널 리그: 1

- 우승 : 1982